# Sault (Band)
Sault ist ein britisches Musik-Kollektiv, dessen Zusammensetzung bisher unbekannt ist. Ihre Musik verbindet verschiedene Stile, darunter Contemporary R&B, House und Disco, und wurde als „Soundtrack der Black Lives Matter-Proteste“ gefeiert.
Die Gruppe veröffentlichte seit 2019 zahlreiche Alben, alle produziert von Inflo, Gewinner von Ivor Novello Awards als Produzent des Albums Grey Area von Little Simz und als Koautor des Songs Black Man in a White World von Michael Kiwanuka. Als Sängerin ist Cleo Sol beteiligt.

## Diskografie

### Alben
- 2019: 5
- 2019: 7
- 2020: Untitled (Black Is)
- 2020: Untitled (Rise)
- 2021: Nine
- 2022: Air
- 2022: Untitled (God)
- 2022: 11
- 2022: AIIR
- 2022: Earth
- 2022: Today & Tomorrow
- 2024: Acts of Faith

### EPs
- 2022: X

### Singles
- 2019: Don’t Waste My Time
- 2019: No Excuses
- 2020: Wildfires (UK: Silber)[5]